# Recept
Recept (njem. Rezept, prema lat. receptum: dobiveno) je pismeni nalog propisana oblika, koji liječnik, stomatolog ili veterinar izdaje ljekarniku za izradu i (ili) izdavanje određenoga lijeka. Lijekovi koji se propisuju na recept mogu biti gotovi ili magistralno pripremljeni. Recept se piše latinskim jezikom, a na njem se, za jednu osobu, propisuje samo jedan lijek u jednom obliku i dozi. 
Recept mora biti čitljivo ispisan, a sastoji se od 7 dijelova: 
1. Inscriptio, zaglavlje recepta, s nazivom zdravstvene ustanove, odnosno adresom liječnika privatne ordinacije te datumom izdavanja lijeka;
2. Invocatio ili praepositio, oznaka Rp (kratica od lat. riječi recipe: uzmi), a označava sastojke propisanoga lijeka;
3. Ordinatio ili praescriptio, glavni dio recepta u kojem se ispisuju količina, odnosno vrste sastojaka (ingredijencija) lijeka. Za gotove se lijekove ispisuje naziv lijeka, oblik i doziranje;
4. Subscriptio, uputa ljekarniku o načinu priređivanja, opremanja i izdavanja lijeka;
5. Signatura, s oznakom S., kratka i razumljiva uputa bolesniku na hrvatskom jeziku o količini i načinu uporabe lijeka;
6. Nomen medici: ime liječnika (datum, žig i potpis liječnika);
7. Nomen aegroti: ime i prezime bolesnika kojemu se izdaje lijek te dob, radi provjere propisane doze.[1]

Recept može značiti u prenesenom značenju: naputak, uputa, savjet. 

## Vanjske poveznice
|  | Zajednički poslužitelj ima još gradiva o temi Recept |